# Challen Cates
Pour les articles homonymes, voir Cates.
Challen Michelle Cates, née le 28 septembre 1969 à Roanoke (Virginie), est une actrice et productrice américaine célèbre pour son rôle de Jennifer Knight dans la série Big Time Rush depuis 2009.

## Filmographie

### Cinéma
- 2014 : A Million Ways to Die in the West de Seth MacFarlane

## Télévision
- 2005 : Monk (saison 3, épisode 14) : Shirley Thorn
- 2009-2012 : Big Time Rush :  Jennifer Knight